# Cincinnatia mica
Cincinnatia mica là danh pháp hai phần của một loài ốc nước ngọt cỡ nhỏ, động vật chân bụng thuộc họ Hydrobiidae. Đây là loài đặc hữu của Hoa Kỳ.